# Dmitrij Ivanovič Žuravskij
Dmitrij Ivanovič Žuravskij, tradizionalmente tradotto come  Jourawski  (Дмитрий Иванович Журавский; Oblast' di Kursk, 17 dicembre 1821 – San Pietroburgo, 30 novembre 1891), è stato un matematico e ingegnere russo, famoso per la formula del taglio che porta il suo nome.

## Biografia
Frequentò a partire dal 1838 l'Istituto di Ingegneria delle strade e delle comunicazioni di San Pietroburgo. L'istituto, fondato nel 1809 da ingegneri francesi provenienti dalla École polytechnique e dalla École nationale des ponts et chaussées di Parigi tra cui Betancourt (che ne fu il primo direttore), Bazain e Potier, vantava nel proprio corpo docente professori di matematica e fisica come Lamé e Clapeyron, giunti nel 1820 in Russia, che contribuirono anche alla progettazione di vari ponti sospesi e altre importanti strutture realizzate in quel periodo a San Pietroburgo. All'epoca degli studi di Žuravskij i docenti russi erano ormai predominanti nell'istituto ed egli ebbe Michail Ostrogradskij come professore di matematica.
Laureatosi nel 1842, Žuravskij partecipò alla ricerca e alla progettazione della linea ferroviaria da San Pietroburgo a Mosca, la cui realizzazione, iniziata lo stesso anno, richiese la costruzione di 278 strutture, di cui 184 ponti e 19 cavalcavia. In particolare progettò il ponte sul fiume Verebija (lunghezza 60 metri, 9 campate, altezza dalla superficie dell'acqua 56 metri) con travi in legno di grande altezza e travi composte. Egli mise a punto il suo metodo per determinare gli sforzi di scorrimento tra le fibre longitudinali delle travi lignee e per dimensionare i collegamenti metallici fra travi sovrapposte.
Gli furono affidati i lavori di ristrutturazione della guglia della cattedrale per sostituzione delle strutture in legno con parti metalliche, che si svolsero negli anni 1857-1858.
Saint-Venant apprezzò molto il lavoro Žuravskij, tradotto in francese nel 1856, che usò anche come termine di paragone per la sua soluzione esatta del problema.
Nel 1869  andò negli Stati Uniti; al suo ritorno da questo viaggio all'estero fu nominato membro del consiglio di amministrazione della Società Principale delle Ferrovie Russe. Nel corso degli anni 1877-1889  intraprese una serie di importanti attività volte ad accrescere la capacità delle ferrovie russe.